# Esnime
Esnime, jedna od bandi Nez Percé Indijanaca, poznata i pod imenima Slate Creek Band i Upper Salmon River Indians. Živjeli su u Idahu na Slate Creeku i Upper Salmon Riveru.